# Agonista beta adrenérgico
Los agonistas beta adrenérgicos o beta agonistas son medicamentos que relajan los músculos de las vías respiratorias, lo que amplía las vías respiratorias y facilita la respiración. Son una clase de agentes simpaticomiméticos que actúan sobre los beta adrenoceptores. En general, los agonistas beta-adrenérgicos puros tienen la función opuesta a la de los betabloqueantes. Los ligandos agonistas beta adrenorreceptores imitan la acción de la epinefrina y la norepinefrina en el corazón, los pulmones y el tejido muscular liso, siendo la epinefrina la que expresa la mayor afinidad. La activación de β1, β2 y β3 activa la enzima adenilato ciclasa. Esto, a su vez, lleva a la activación del mensajero secundario monofosfato de adenosina cíclica (cAMP), el cAMP luego activa la proteína cinasa A (PKA) que fosforila las proteínas objetivo, induciendo en última instancia la relajación del músculo liso y la contracción del tejido cardíaco.

## Función

Epinefrina (adrenalina)

La activación de los receptores β1 induce un gasto inotrópico y cronotrópico positivo del músculo cardíaco, lo que provoca un aumento de la frecuencia cardíaca y la presión sanguínea, la secreción de grelina del estómago y la liberación de renina de los riñones.
La activación de los receptores β 2 induce la relajación del músculo liso en los pulmones, el tracto gastrointestinal, el útero y varios vasos sanguíneos. El aumento de la frecuencia cardíaca y la contracción del músculo cardíaco se asocian con los receptores β1; sin embargo, β 2 causa vasodilatación en el miocardio. 
Los receptores β3 se encuentran principalmente en el tejido adiposo. La activación de los receptores β3 induce el metabolismo de los lípidos

## Usos médicos
Las indicaciones de administración para los agonistas β incluyen: 
- Bradicardia (frecuencia cardíaca lenta)
- Asma
- Enfermedad pulmonar obstructiva crónica (EPOC)
- Insuficiencia cardiaca
- Reacciones alérgicas
- Hipercalemia
- Envenenamiento por betabloqueantes
- Parto prematuro (este es un uso no indicado en la etiqueta y podría ser perjudicial)[7]

## Efectos secundarios
Aunque son menores en comparación con los de la epinefrina, los beta agonistas suelen tener efectos adversos de leves a moderados, que incluyen ansiedad, hipertensión, aumento de la frecuencia cardíaca e insomnio. Otros efectos secundarios incluyen dolores de cabeza y temblor esencial. También se ha informado de la existencia de hipoglucemia debido al aumento de la secreción de insulina en el cuerpo por la activación de los receptores β2. 
En 2013, el zilpaterol, un agonista β vendido por Merck, fue retirado temporalmente debido a signos de enfermedad en algunas reses que fueron alimentadas con el fármaco.

## Selectividad del receptor
La mayoría de los agonistas de los receptores beta son selectivos para uno o más adrenoreceptores beta. Por ejemplo, los pacientes con frecuencia cardíaca baja reciben tratamientos de agonistas beta más "selectivos para el corazón", como la dobutamina, que aumenta la fuerza de contracción del músculo cardíaco. Los pacientes que sufren de una enfermedad pulmonar inflamatoria crónica como el asma o la EPOC pueden ser tratados con medicamentos dirigidos a inducir una mayor relajación del músculo liso de los pulmones y una menor contracción del corazón, incluyendo medicamentos de primera generación como el salbutamol (albuterol) y medicamentos de última generación de la misma clase.
Los agonistas β3 están actualmente bajo investigación clínica y se cree que aumentan la descomposición de los lípidos en los pacientes obesos.

### Agonistas β1
Los agonistas β 1 estimulan la actividad de la adenil ciclasa y la apertura del canal de calcio (estimulantes cardíacos; utilizados para tratar el shock cardiogénico, insuficiencia cardíaca aguda, bradiarritmias). Los ejemplos seleccionados son: 
- Denopamina
- Dobutamina
- Dopexamina (β 1 y β 2 )
- Epinefrina (no selectiva)
- Isoprenalina ( INN ), isoproterenol ( USAN ) (β 1 y β 2 )
- Prenalterol
- Xamoterol

### Agonistas β2
Los agonistas β 2 estimulan la actividad de la adenil ciclasa y el cierre del canal de calcio (relajantes del músculo liso; se usan para tratar el asma y la EPOC). Los ejemplos seleccionados son: 
| - Arformoterol - Bufenina - Clenbuterol - Dopexamina (β1 y β2) - Epinefrina (no selectiva) - Fenoterol - Formoterol - Isoetarina - Isoprenalina (INN), isoproterenol (USAN) (β1 and β2) | - Levosalbutamol (INN), levalbuterol (USAN) - Orciprenalina (INN), metaproterenol (USAN) - Pirbuterol - Procaterol - Ritodrine - Salbutamol (INN), albuterol (USAN) - Salmeterol - Terbutalina |

### Indeterminado / sin clasificar
Estos agentes también están listados como agonistas por MeSH .  
| - Arbutamina - Befunolol - Bromoacetilalprenololmentano - Broxaterol - Cimaterol - Cirazolina - Etilefrina - Hexoprenalina - Higenamina - Isoxsuprina | - Mabuterol - Metoxifenamina - Oxifedrina - Ractopamina - Reproterol - Rimiterol - Tretoquinol - Tulobuterol - Zilpaterol - Zinterol |